# Segulah
Segulah är ett svenskt riskkapitalbolag, vars fondkapital huvudsakligen kommer från internationella placerare av pensions- och donationskapital samt privata familjestiftelser. Företaget investerar enbart i nordiska företag med fokus på tre industrier: Företagstjänster, Verkstadsindustri och IT/Teknologi.
Segulah grundades 1994 av Gabriel Urwitz och Anders Claesson och har sedan starten gjort mer än 45 förvärv och mer än 100 tilläggsförvärv. 
Bland nuvarande innehav finns Francks Kylindustri,  Conapto och Semantix. Bland avyttrade innehav finns bland annat Gunnebo industrier, CCS Healthcare, Zengun, SCAN COIN AB, Joy, Ordning & Reda, Handskmakar'n och Medstop.

## Stöd till annan verksamhet
Segulah stöder stiftelsen EXPO, enligt Gabriel Urwitz, ordförande i Segulah, är det viktigt att stödja organisationer som arbetar mot rasism..

### Samarbete med högskolor och universitet
Företaget är en av medlemmarna, benämnda Partners, i Handelshögskolan i Stockholms partnerprogram för företag som bidrar finansiellt till högskolan och nära samarbetar med den vad gäller forskning och utbildning.

## Skattetvister
Efter granskning av Skatteverket 2012 upptaxerades flera ledande personer i Segulah med totalsumman 210 miljoner för 2007, 2008 och 2009. Detta för att företaget anser att personernas ersättning är inkomst av kapital, medan Skatteverket ser det som lön och därmed anser att de skall betala ytterligare 30 procent i skatt på sin ersättning.